# Die Hard: With a Vengeance
Die Hard: With a Vengeance (lit. "Difícil de matar: La venjança") és la tercera part de la saga Die Hard, protagonitzada per Bruce Willis fent-ne el paper de John McClane i estrenada el 1995.
En aquesta tercera part apareix Samuel L. Jackson com a Zeus Carver, l'involuntari company de Willis. Jeremy Irons interpreta l'antagonista principal: Simon Gruber. La pel·lícula fou dirigida per John McTiernan i escrita per Jonathan Hensleigh. El següent film de la saga és Live Free or Die Hard (2007).

## Argument
La pel·lícula comença amb l'explosió d'un centre comercial a Nova York. Un home que es fa dir Simon (Jeremy Irons) informa la policia que és ell el responsable de l'atemptat, i amenaça amb més explosions si l'agent John McClane (Bruce Willis) no participa en el joc anomenat "Simon diu", en el qual el terrorista decideix certes missions o endevinalles que McClane ha de resoldre en un temps determinat.
John McClane, que està suspès del cos de policia a l'inici de la pel·lícula, i durant el transcurs d'ella patirà mals de cap deguts a una forta ressaca, té com a primera tasca passejar per Harlem amb un rètol que diu "I hate niggers". En surt il·lès gràcies a la intervenció d'un electricista que té una botiga a la zona, Zeus Carver (Samuel L. Jackson). A partir d'aquest moment, Simon exigeix que aquest "bon samarità" també participi en el joc de "Simon diu".
L'FBI descobreix poc després que Simon és realment Simon Gruber, germà de Hans Gruber (Alan Rickman, que, com Irons, és un actor anglès interpretant un alemany), a qui McClane matà en la primera entrega de la saga, així que es considera la possibilitat que el motiu que fa moure el terrorista sigui la venjança personal. No obstant això, Simon provoca el caos en amenaçar d'activar una bomba col·locada en un col·legi públic, i aprofita que les forces de l'ordre estan desbordades per a robar la major part de l'or de la Reserva Federal del Banc de Nova York. McClane, que continuava jugant a "Simon diu" amb l'ajuda de Zeus mentrestant, s'adona del pla, però no pot evitar el robatori.
Poc després, Simon fa saber mitjançant un comunicat de ràdio que els interessos que el mouen són únicament polítics i que pensa equilibrar la balança entre Occident i la resta del món enfonsant l'or robat al riu Hudson. McClane i Zeus segueixen la pista de Simon fins al vaixell de càrrega on suposadament hi ha l'or. Descobreixen que realment el botí no és a bord.
Finalment, aconsegueixen guiar les autoritats a una nau industrial al Canadà, on el terrorista i el seu petit exèrcit s'amaguen amb l'or robat, i després d'un tiroteig, Simon mor en abatre McClane el seu helicòpter.

## Repartiment
| Actor                     | Personatge              |
| ------------------------- | ----------------------- |
| Bruce Willis              | Detectiu John McClane   |
| Jeremy Irons              | Simon Gruber            |
| Samuel L. Jackson         | Zeus Carver             |
| Larry Bryggman            | Inspector Walter Cobb   |
| Graham Greene             | Oficial Joe Lambert     |
| Colleen Camp              | Oficial Connie Kowalski |
| Sharon Washington         | Oficial Jane            |
| Anthony Peck              | Oficial Ricky Walsh     |
| Michael Alexander Jackson | Dexter                  |
| Aldis Hodge               | Raymond                 |
| Nicholas Wyman            | Mathias Targo           |
| Sam Phillips              | Katya                   |
| Aasif Mandvi              | Taxista àrab            |
| Elvis Duran               | Ràdio DJ                |
| John McTiernan, Sr.       | Pescador                |

## Seqüeles
- Die Hard (1988)
- Die Hard 2 (1990)
- Live Free or Die Hard (2007)